# Neu Darchau
Neu Darchau là một đô thị của in the district Lüchow-Dannenberg, bang Niedersachsen, Đức. Đô thị này có diện tích 22,62 km².